# Rollerball (pel·lícula del 2002)
Rollerball és una pel·lícula japoneso-germano-pel·lícula estatunidenca dirigida per John McTiernan, rodada l'any 2000 i estrenada l'any 2002. Es tracta d'un remake de Rollerball de 1975, i una segona adaptació de la novel·la Roller Ball Murders de William Harrison, publicada l'any 1973. Ha estat doblada al català

## Argument
Jonathan Cross és l'estrella de l'equip americà del joc més violent que hi ha: el rollerball. Amb Marcus Ridley, el seu amic d'infantesa, i la bonica Aurora, encén les multituds.
Cada nou partit augmenta la seva celebritat i la riquesa d'Alexi Petrovich, el creador d'aquest joc on (gairebé) tots els cops són permesos. Per a Jonathan i els seus amics, els diners flueixen igualment a dolls.
No obstant això, el jove descobreix ràpidament que darrere d'aquesta diversió s'amaga una realitat ben més inquietant. Alexi Petrovich, disposat a tot per garantir l'èxit del rollerball, no vacil·la a incloure-hi nous girs en detriment dels jugadors, que li serveixen de peons.

## Repartiment
- Chris Klein: Jonathan Cross
- Jean Reno: Alexis Petrovich
- LL Cool J: Marcus Ridley
- Rebecca Romijn: Aurora
- Naveen Andrews: Sanjay
- Oleg Taktarov: Denekin
- David Hemblen: Serokin
- Janet Wright: Entrenador Olga
- Andrew Bryniarski: Halloran
- Kata Dobó Katya
- Kevin Rushton: Jugador equip vermell

## Banda original
1. "Boom" – P.O.D.
2. "Told You So" – Drowning Pool
3. "Ride" – Beautiful Creatures
4. "Millionaire" – Rappagariya
5. "I Am Hated" – Slipknot
6. "Body Go" – Hardknox
7. "Feel So Numb" – Rob Zombie
8. "Keep Away" – Godsmack
9. "Insane in the Brain" – Sen Dog
10. "Flashpoint" – Fear Factory
11. "When I Come Around" – Green Day
12. "Crawling in the Dark" – Hoobastank
13. "Time to Play" – Pillar
14. "Never Gonna Stop (The Red Red Kroovy)" – Rob Zombie

## Rebuda

### Box-office
El film és un fracàs comercial: no informa més que 25.852.764 dòlars per a un pressupost de 70 milions de dòlars.

### Premis i nominacions
- Golden Trailer Awards 2003: nominació al premi Intralink Film Graphic Disseny
- Razzie Awards 2003: nominació al premi de la pitjor actriu a un segon paper per a Rebecca Romijn

## Al voltant de la pel·lícula
- Dos actors són de la WWE: Shane McMahon, fill del president de la WWE Vince McMahon i Paul Heyman, ex-Manager General de l' WWE.
- Aparició, en el transcurs del film, del grup de metal americà Slipknot interpretant una de les seves cançons, I Am Hated, així com la cantant Pink.
- Pel que fa al càsting, la primera tria per encarnar Jonathan Cross era Keanu Reeves.